# Caldeirão do Galo
O Ginásio do Clube Esportivo e Recreativo Atlântico, popularmente conhecido como Caldeirão do Galo, é um ginásio poliesportivo localizado na cidade de Erechim, Rio Grande do Sul, Brasil. Seu administrador é o Clube Esportivo e Recreativo Atlântico, sendo que a capacidade do local é de aproximadamente 3 000 pessoas sentadas, sendo que este número já foi superado em partidas de futsal do clube.
Profissionalmente, o ginásio recebe partidas de futsal apenas, porém, também é utilizado para partidas de voleibol e basquetebol, e competições de natação, visto que há uma piscina semi-olímpica dentro do complexo; e de tênis, nos arredores do ginásio.
Entre os principais eventos sediados no Caldeirão do Galo estão a Taça Brasil de Futsal de 2013, o Campeonato Sul-Americano de Clubes de Futsal de 2014 e a Copa Intercontinental de Futsal de 2015, elevando o nome de sua marca como uma das principais representantes do futsal nacional. Arquibancadas móveis foram colocadas para a disputa destes tipos de competições.